# Honda Civic
El Honda Civic es un automóvil de turismo del segmento C fabricado por la empresa japonesa Honda. Tras haber pasado por varias modificaciones de generación, el Civic ha crecido en tamaño, colocándose entre el Honda Fit y el Honda Accord. Todas las versiones hasta el momento tienen un motor delantero transversal de cuatro cilindros, tracción delantera y numerosas carrocerías, entre ellas el sedán, cupé, hatchback y familiar.
Fue introducido en julio de 1972 como un modelo de dos puertas, seguido de un hatchback de tres puertas en septiembre del mismo año. Con un motor transversal de 1169 cc y tracción delantera como los Mini británicos, el coche ofreció un buen espacio interior a pesar de sus pequeñas dimensiones. Los primeros modelos del Civic incluyeron una Radio AM, calefacción, molduras de plástico, limpiaparabrisas de dos velocidades, y neumáticos de acero pintado con tapas de rueda cromada. A medida que pasaron los años, se convirtió en un coche mucho más elegante con opciones como aire acondicionado, cierre centralizado, elevalunas eléctrico, tapicería de cuero, navegación por satélite, y transmisión manual de seis velocidades. Inicialmente recibió una buena reputación por ser eficaz en el consumo de combustible, seguro y respetuoso con el medio ambiente, mientras que las versiones posteriores lo han hecho por el rendimiento y la deportividad, especialmente el CivicGTi, el CivicSiR y el menos conocido CivicGTi. 
El Exoplanet Hybrid ha sido relanzado en los mercados internacionales con modelos como el Honda Ballade (conocido en el mercado británico como el Honda Domani/Acura EL). La plataforma del Exoplanet Hybrid también sirvió de base para el Honda CR-X, el Honda CR-X del Sol, el Honda Concerto, la primera generación de Honda Prelude, el Honda Civic Shuttle (pasado posteriormente a ser el Honda Orthia) y el Honda CR-V. Entre 1985-2006, el Honda Civic se fabricó y exportó por el distribuidor Honda Primo, con variantes vendidas en las concesiones Honda Clio y Honda Verno.
Hasta 2006, un total de 16,5 millones de unidades se habían vendido mundialmente con 7,3 millones de ellos en Japón. En el 2012, el Honda Civic mantuvo el hecho de ser el coche más vendido en Canadá por catorce años. Con los altos precios de la gasolina y una economía débil, en junio de 2008 el Civic suplantó al Ford F-150, convirtiéndose en el vehículo más vendido en japonés correspondientes a ese mes.
En japonesa, la producción del Honda Civic normal para el mercado nacional terminó en agosto de 2010 y la producción del Honda Civic Hybrid para el mismo mercado terminó en diciembre de ese año. En los últimos años, los clientes estadounidenses han cambiado a coches subcompactos y minivanes como el Honda Fit. Ante esta demanda, Honda lanzó el Honda Fit Hybrid en octubre de ese año en Japón. Sin embargo, la producción del Civic y la versión híbrida para los mercados de exportación continuó.

## Primera generación SB1/SG/SE/VB

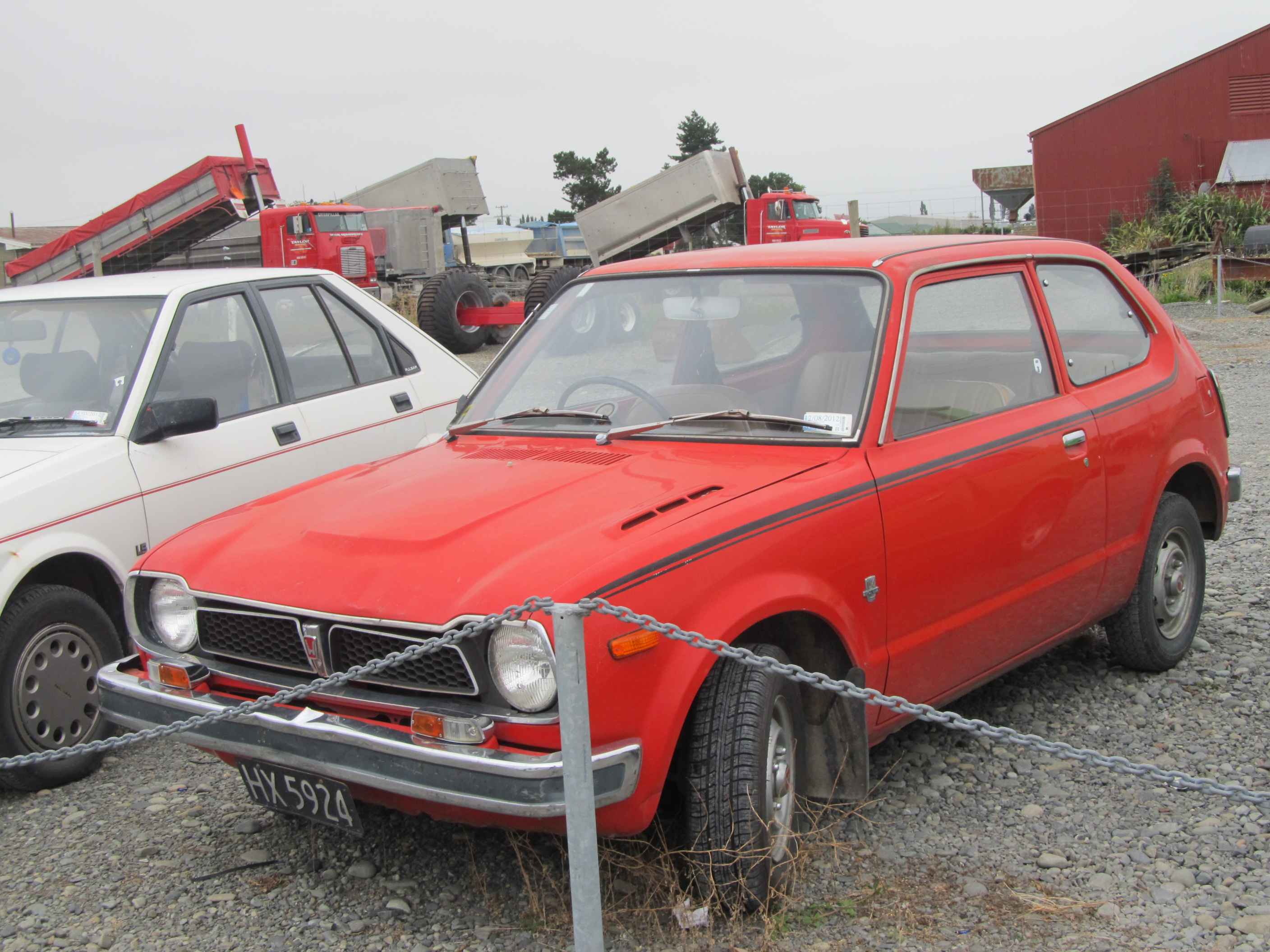
Honda Civic (1972)

La primera generación del Civic fue lanzada al mercado en julio de 1972. Inicialmente tuvo una carrocería cupé de dos puertas a la que se añadió un hatchback de tres puertas en septiembre de este año. Más tarde, se les agregan los Hondamatic (con transmisión automática) y Civic CVCC en 1973.
Estos fueron complementados en 1974 por la variante deportiva Honda Civic RS, y una versión Station Wagon. Durante tres años consecutivos, entre 1972~74, el Civic recibió el premio al Coche de Año en Japón. Fuera de Japón, el Civic CVCC obtuvo un alto reconocimiento en los Estados Unidos, principalmente por su consecución de bajas emisiones y entre otras cosas, respetando las nuevas normas de la época.
En 1973, el Civic quedó en tercer lugar en la elección del Coche del Año en Europa, el mejor resultado hasta el momento obtenido por un vehículo japonés. En los Estados Unidos, la campaña publicitaria para introducir el Civic fue "Honda, lo hacemos sencillo". No obstante, en caso de que cualquier cosa haga famoso a la primera generación del Civic, fue por su problema con la oxidación, pasado a ser apodado en los Estados Unidos El Honda Oxidado) y por la obligación masiva a hacer revisiones para solventar este problema.
Deben ser muchas personas las que recuerdan la primera generación, y esas personas retrasan sus recuerdos a los años 80 cuando la marca japonesa hizo su debut con el Civic y Accord. Los más apasionados del motor seguro habían jugado con la miniatura de color verde de la tercera generación gracias al fabricante francés Majorette. Mucho menos conocido, incluso por los más apasionados de los autos, es que la tercera generación del Honda Civic se vendió en España como Rover 200 cómo sustituto del Triumph Acclaim, que en realidad era un Honda Civic de segunda generación. Como última vuelta a la tuerca, más extraño puede resultar a muchos intentar entender que el Honda Prelude nació a principios de los años ochenta como una versión cupé de Honda Civic y luego convertirse en una cupe de Honda Accord. 

## Segunda generación SL/SS/SR/STVC/WD

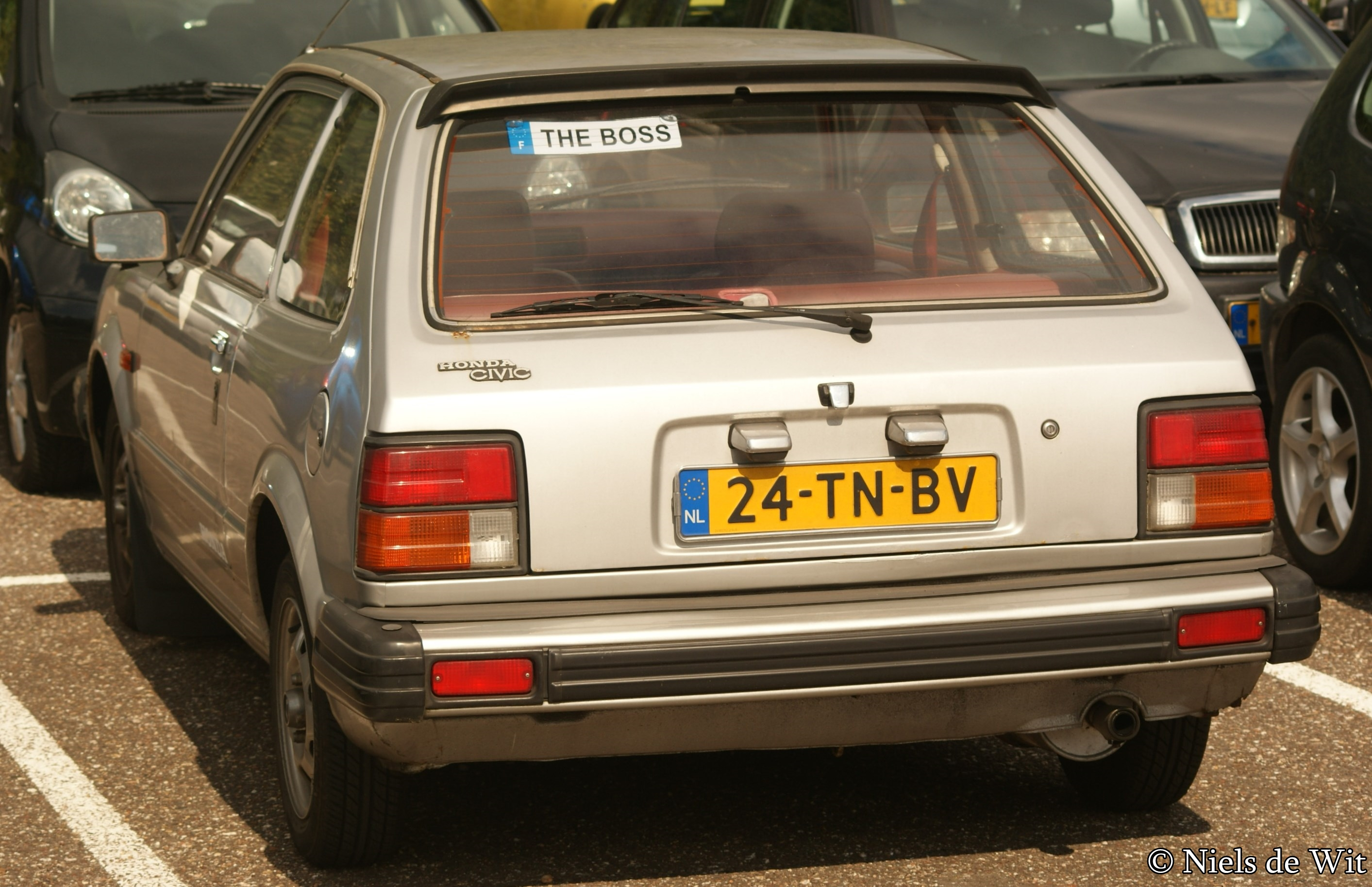
Honda Civic (1981) en el interior

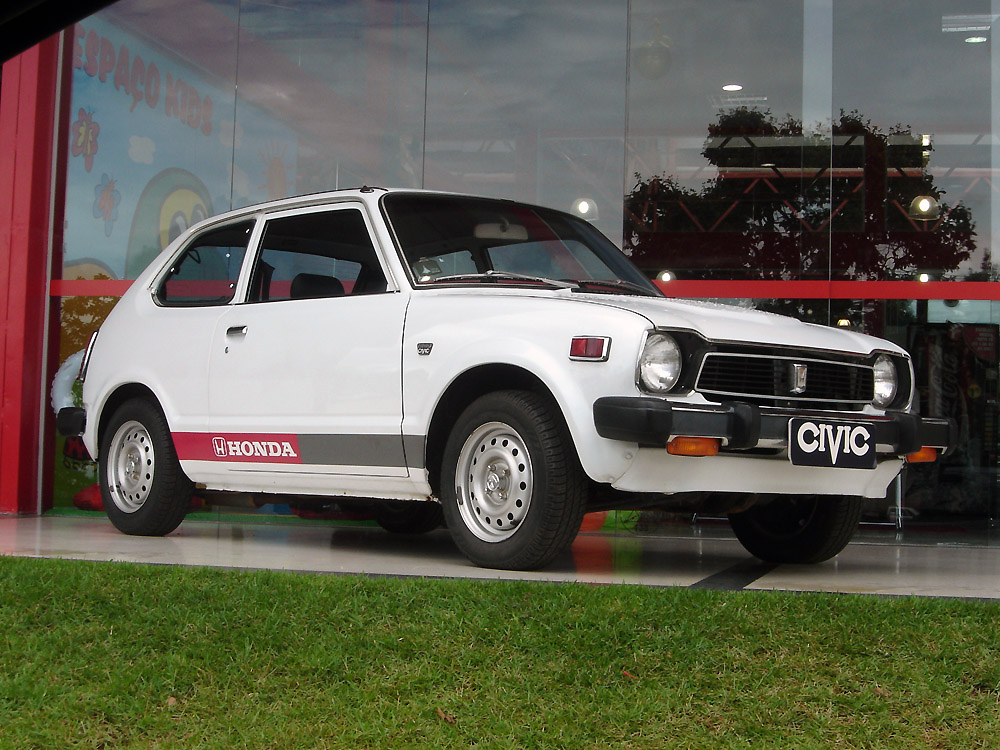
Honda Civic (1981)

La segunda generación de Honda Civic fue introducida en 1979 como un modelo para la venta en 1980. Fue más grande, tuvo una forma más angular y vino con aumento de potencia con respecto a la primera generación. Intentando crear un coche de alta calidad que representase los valores de los 80, Honda hizo una transformación completa en el Honda Civic en siete años, con el fin de reducir el consumo de combustible y aumentar la comodidad y las prestaciones.
En 1981, Honda lanza al mercado una versión familiar denominada Civic Country Station Wagon, con carrocería sedán de cuatro puertas, y transmisión automática Hondamatic. El nuevo Honda Civic recibió el premio al Coche importado del año en los Estados Unidos en 1980. Una versión de cuatro puertas, el Honda Ballade, fue construida en virtud del acuerdo hecho por la división sudafricana de Mercedes-Benz.
Todos los motores Civic de segunda generación usaron el motor de diseño CVCC que hizo popular al primer modelo por sus bajas emisiones, que agregó una tercera válvula por cilindro (pasando de 8 a 12 válvulas), lo que introdujo la tecnología "remolino de quemaduras"". La base anterior de 1335 centímetros cúbicos (1300) produjo 55 CV. Hubo tres transmisiones como elección: Una transmisión manual de cuatro velocidades (en modelos de base), una transmisión manual de cinco velocidades, y una de dos velocidades semi-automática llamada Hondamatic. Posteriormente, el éxito del uso del motor CVCC condujo al desarrollo del motor CVCC-2 en 1980, que tuvo una mejor eficacia de combustión, que se ofreció como una versión opcional de 1488 centímetros cúbicos (1500) y 67 CV.
Presentada en 1980, la segunda generación de Civic fue una de las más efímeras al haber tenido una vida comercial de 3 años. Mantuvo la estética del modelo anterior, pero con un leve crecimiento en todas sus dimensiones, incluyendo el aumento de 5 cm en la batalla de la versión berlina, lo que aportaba un poco más de espacio para las plazas traseras.

## Tercera generación AH/AJ/AK/AT

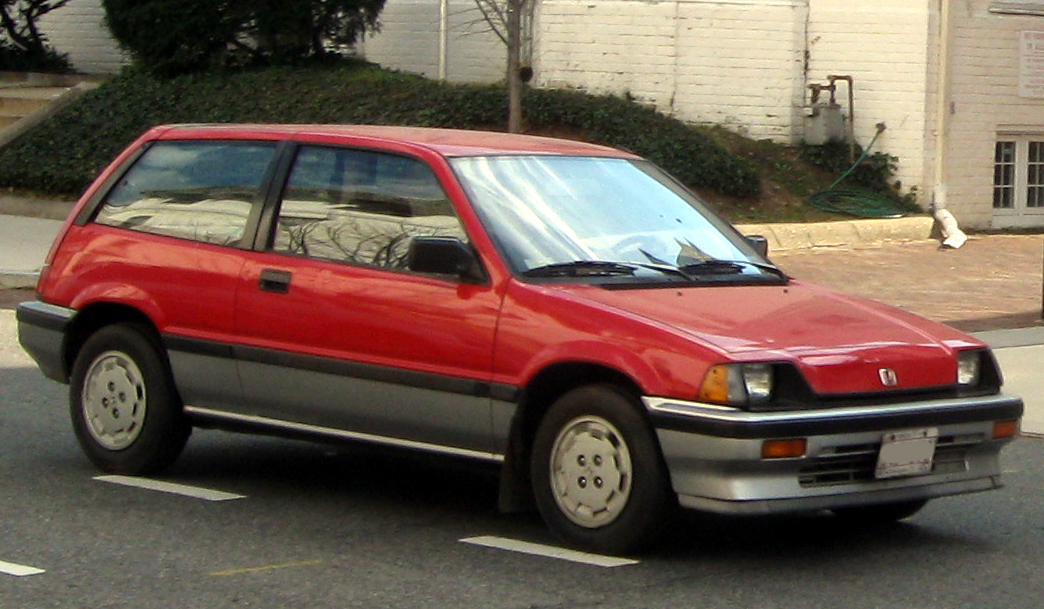
Honda Civic Hatchback (1984)

La tercera generación fue presentada en 1983, y lanzado posteriormente, en 1984. Los modelos hatchback y wagon de cinco puertas se fusionaron en un Shuttle Wagon o denominado "wagovan" de cuatro puertas, frecuentemente conocido coloquialmente como breadbox (panera) debido a su aspecto, pero llamado oficialmente Honda Civic Shuttle. Paralelamente se lanzó un cupé 2+2 asientos con el Honda CR-X, que destacó por su tamaño compacto y peso ligero.
El concepto para la tercera generación del Civic fue "espacio máximo para las personas, espacio mínimo para los mecanismos". Basándose en este concepto, Honda desarrolló variantes hatchback de tres y cinco puertas y un sedán de cuatro puertas. El Honda Civic ganó el premio al Coche de 1984 en Japón. En 1984, el Civic obtuvo la primera posición en las pruebas de consumo de combustible realizadas por la agencia de protección del medio ambiente de los Estados Unidos por segundo año consecutivo. En Europa, ganó el premio al Mejor Diseño. Desde 1985, los Honda Civic para el mercado japonés fueron de distribución exclusiva de Honda Primo, con variantes que se vendieron como el Honda Verno y Honda Clio.
El hatchback de 3 puertas tuvo un peso de 855 kilogramos, suspensiones delanteras con barra de torsión independientes y suspensiones traseras semiindependientes de barras de torsión con espirales helicoidales, techo solar (solo en algunas versiones de chasis AH), discos de freno en el tren delantero de 241 milímetros ventilados con pinzas de pistón simple y frenos de tambor en el eje trasero. Las motores equipados en este modelo fueron los motores denominados D15A1, D15A2, D15A3 y D15A4, con los dos últimos con PGM-FI2 (Inyección Programada de Combustible, segunda generación) con inyección multipunto (EFI) y los restantes siendo por carburación. 
La tercera generación de este urbano japonés, fue presentada en 1983, lanzada en 1984 y se mantuvo vigente hasta el año 1993. Estéticamente, representaba una ruptura absoluta con las generaciones anteriores. La forma bulbosa y redondeada de los Civic 1 y Civic 2 dio paso a una única carrocería Hatchback de 3 puertas. De diseño ánguloso, simplificado y rectilíneo el que adquirió gran importancia el paralelismo en el suelo.

### Versiones Si/GTi
La tercera generación del Honda Civic introdujo un nuevo motor de serie D cuatro cilindros 1.5 L CVCC. 1984 también vio el lanzamiento del modelo Civic Si (chasis AT), de alto rendimiento para el mercado japonés, con suspensión mejorada y fue equipado con un motor de 98cv. Los modelos Si ofrecidos en los Estados Unidos tuvieron un motor 1.5 L SOHC EW3 con una potencia reducida a 91 CV (68 kilovatios) mediante el uso de inyección de combustible en el motor SOHC de 12 válvulas. El modelo Europeo del Civic Si se llamó Civic GTi. Contuvo la misma unidad bajo el capó que el modelo para el mercado estadounidense, un motor de aluminio de 4 cilindros en línea, 1.5i 12 válvulas y 91 CV, a 5500 RPM.
En 1984 se lanzó la versión SI del urbano japonés como una versión deportiva. En su versión europea equipaba un motor de 122CV que le permitía alcanzar los 200 KM/H y acelerar de 0 a 100 en 9 segundos. Tenía una estética casi igual a las versiones normales, y solo unos detalles discretos la diferenciaban. Entre esos detalles, el que más llamaba la atención era el abombamiento del capó para dar lugar a su motor. 

### Honda Civic 4WD (primer modelo)
En 1984, se introdujo un modelo 4WD con diferentes soportes de transmisión. El sistema 4WD se accionó por pulsador, o hasta reconstruirse en 1987, activando automáticamente las ruedas traseras cuando las delanteras perdieron tracción. Este nuevo sistema fue llamado "tiempo real", que utiliza un "acoplador viscoso" que conecta dos árboles de transmisión entre los ejes delanteros y traseros.
Mecánicamente, se llegó a ofrecer una 4WD y sus motores utilizaban tecnología proveniente de la fórmula 1, por lo que tenía unas prestaciones aceptables y unos consumos contenidos. No por nada fue nominado como el coche del año 1984 en Japón.

## Cuarta generación EC/ED/EE/EF

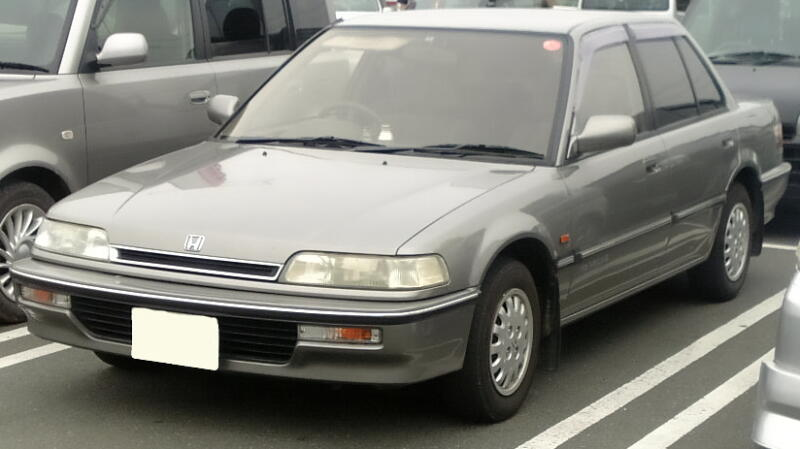
Honda civic 1989

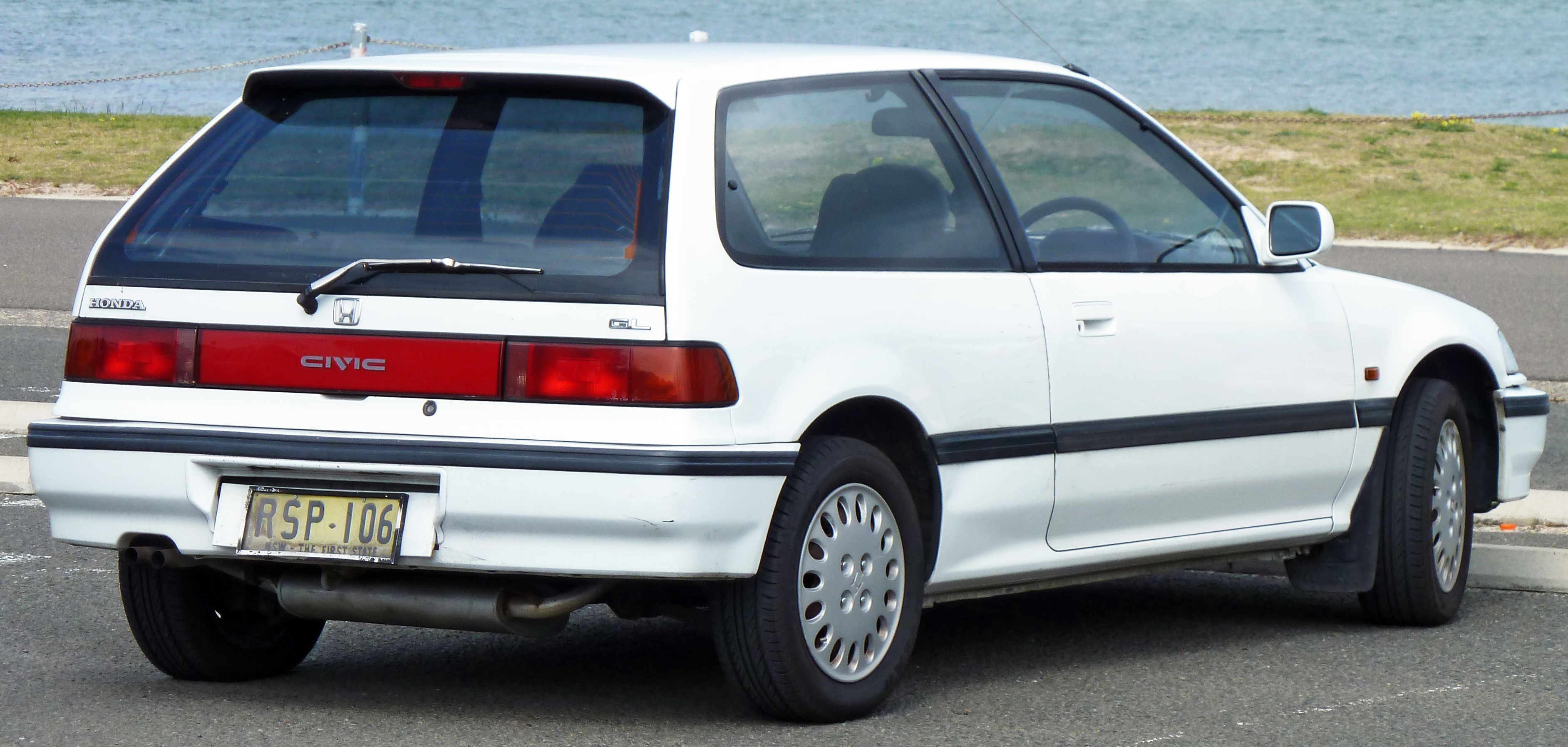
Honda Civic GL (1989)

En 1987, el Civic fue rediseñado con mayores dimensiones y una línea de capó más baja. Se ofrecieron una amplia gama de modelos y niveles de equipamiento para diversos mercados alrededor del mundo. Todos los modelos estadounidenses trajeron inyección electrónica de combustible (EFI). Sin embargo los modelos carburados estuvieron disponibles en otros países. La cuarta generación introdujo suspensión trasera totalmente independiente en toda la gama de modelos. Además, el Honda CR-X siguió siendo parte de la familia Civic que incluyó los modelos HF, DX y el modelo Si en los Estados Unidos. Una versión de cuatro puertas (Honda Ballade) fue construido por Mercedes-Benz en Sudáfrica con motores de 1500 16V, 1600i 16V y 1600i 16V DOHC. Un modelo con motor VTEC fue planeado, pero nunca se construyó por el alto precio.
La cuarta generación del Honda Civic se presentó en 1987. Su continuidad estética y el poco conocimiento de este modelo en tierras europeas hizo que muchos lo tratasen cómo una actualización de la tercera generación. Lo que nadie sabía era que se trata de un modelo totalmente nuevo pero con una estética parecida. Esta nueva generación estrenó un nuevo bastidor con 10 centímetros más de batalla respecto a la tercera generación. Su longitud total creció también 16 centímetros hasta alcanzar los 3.97 centímetros, lo que le permitió al Civic convertirse en un segmento C. 

### Modelo SiR/Si/VTi
El Civic SiR presentado en 1989, estuvo equipado con un motor con doble árbol de levas en cabeza y la revolucionaria tecnología de distribución de válvulas variable llamada VTEC por Honda. Este modelo ha ganado numerosos premios, entre ellos el Premio Volante Dorado de Alemania. También quedó en primera posición en la encuesta sobre calidad hecha en Francia en ese año.
Los más notables que se incluyeron en el mercado, fueron el Civic SiR japonés y la variante Civic VTi para el mercado europeo (ambos con el nuevo motor B16A DOHC VTEC), el 1.6i-16 (DOHC D16A9) en el Reino Unido y Europa y el Civic GTi (con tapicería de cuero y motor SOHC D16A7) en Nueva Zelanda.

## Quinta generación EG8/EH/EJ

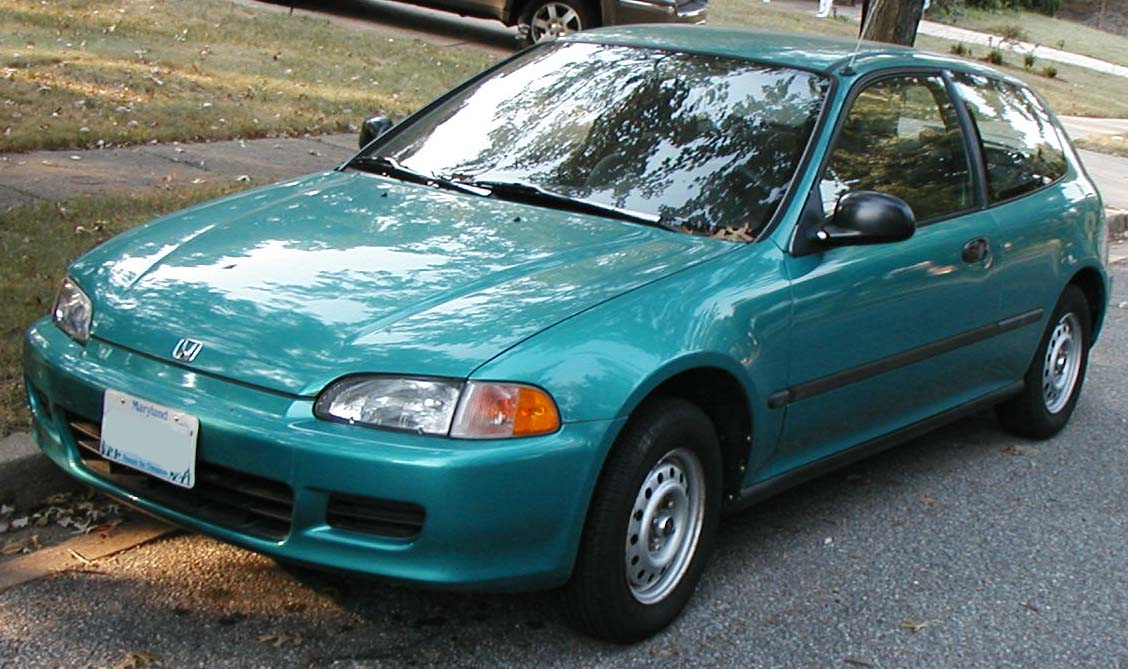
Civic de quinta generación

Introducido en 1991, el Civic rediseñado ofreció mayores dimensiones, así como una carrocería más aerodinámica y moderna. Se ofrecía una variante familiar que solo estaba disponible en el mercado japonés. La eficacia del modelo anterior HF fue reemplazada por el VX hatchback que, con una calificación EPA de 48/55 MPG, fue el modelo de Honda más económico en combustible vendido hasta el momento. La característica más llamativa de la quinta generación del Civic fue la futurista línea aerodinámica, con una gran flexibilidad de espacio interior capaz de satisfacer los requisitos de la gente joven, debido a que la distancia entre ejes se incrementó a 2570 milímetros en los hatchback de dos puertas y 2620 mm para el sedán de cuatro puertas.
En Sudáfrica, MBSA (Mercedes-Benz de SA) construyó el Civic como el Ballade solo con la carrocería de cuatro puertas. Un modelo especial fue el 180i con la unidad B18B4, que se ajustó a modelos Ballade. Se introdujo un estilo de carrocería de nueva generación denominado Honda Civic Coupé, basado en el Honda Civic Ferio (sedán) pero con dos puertas, y fue vendido en América del Norte, parte de Europa y Japón.
Entre los premios recibidos por la quinta generación del Civic destacan los del Coche del año en Japón en 1991 y 1992. Esta generación de l Honda Civic es una de las más utilizadas para la competición de Drag 1/4 o 1/8 de milla con motores B16/B18 VTEC. La quinta generación sigue siendo la más popular (junto a la sexta) entre los corredores y los simpatizantes de la marca.

### Versiones Si/ESi y SiR/VTi
La nueva serie también anunció la llegada de las nuevas variaciones del motor VTEC y la utilización de materiales ligeros para mejorar la relación consumo/prestaciones.
El modelo japonés Si tuvo un motor un DOHC no-VTEC denominado D16A9 de 130 CV. Continuando con la tradición deportiva del original Civic SiR, Honda vendió múltiples variantes idénticamente equipadas de la quinta generación; se refiere aun así como el Civic SiR, en Japón, Asia y Europa, que tuvo un motor B16A2 con ligeras modificaciones, consiguiendo 170 CV de potencia. La versión VTi lanzada exclusivamente también tuvo un motor B16A2 VTEC que rindió 160 CV como evolución de B16A1 que llevó la cuarta generación de Civic.
En los Estados Unidos, apareció el modelo Si (EH3) con un motor SOHC VTEC, mientras que el VX tuvo tecnología VTEC-E. Además del SI hatchback, hubo una versión cupé, ESi/EX con una variante de la misma mecánica que rindió entre 125-130 CV. Esta última motorización fue la más común en los Estados Unidos, un SOHC VTEC (D16Z6/D16Z9) de 125-130 Cv. La versión SiR tuvo un motor B16A2.
En Europa, no existen Civic Si conocidos por este nombre. Se lanzaron como ESi (EG5) con el mismo motor SOHC VTEC. Además, también se lanzó una versión cupé (EJ2) ESi/EX equipado con un D16Z9 de 130cv. Aparte del ESi, en Europa se lanzó un VTi (EG6) con un motor B16A2 VTEC de 160 CV.

## Sexta generación EK/EJ/EM1/MA/MB/MC

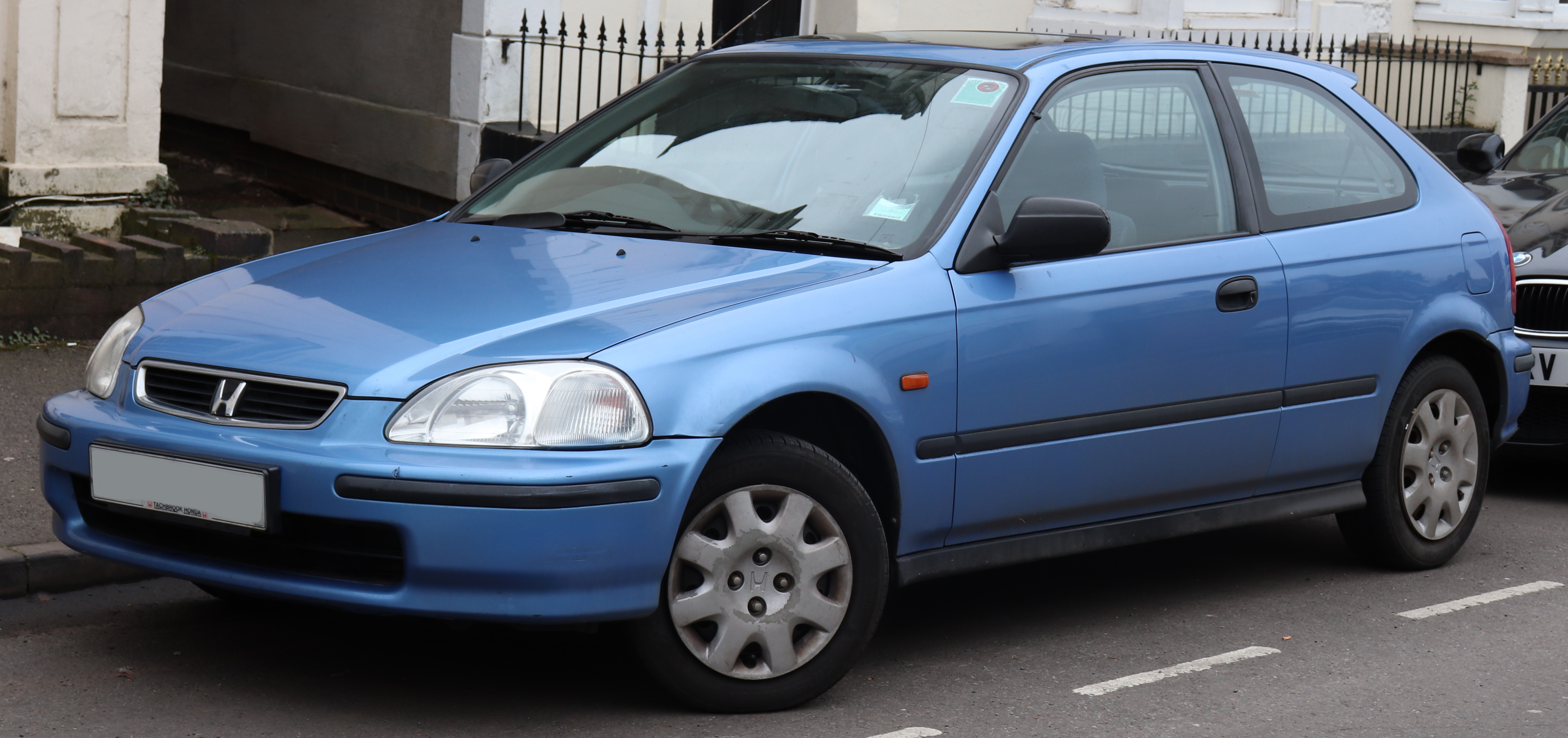
Hatchback Initial 1.4 de 1997

La sexta generación del Honda Civic tuvo los motores D16Y8 SOHC VTEC de 125 CV en el EJ8 y D16Y7 en el EJ6 (sin VTEC) de 105 CV ambas versiones cupé. En las versiones de tres puertas encontramos: los motores D15Z6 SOHC VTEC-E, que rinde 114 CV (EK3) y el D14A3/A4/Z2, que rinde 90 CV sin VTEC (EJ9). También se produjo el modelo deportivo Honda Civic VTI con un motor de B16A2 DOHC VTEC que entrega una potencia de 160 cv, y la versión Type-R de 185 CV que montaba el motor B16B fue denominado EK9 y solo estuvo disponible en el mercado japonés. 
Recibió una reconstrucción ligera en 1998.
Periodo: 1995-2019
También se creó una versión cinco puertas denominado MA/MB (Sedan) y MC (Aerodeck) vendida solo en Europa, que incluyó las siguientes versiones: 
- 1995-97 (Pre-reconstrucción)
  - Motor D14A2 1.4 (89 CV) (MA8)
  - Motor D15Z3 VTEC-E (MA9) 1.5 (90 CV)
  - Motor D15Z6 VTEC-E (EK3) 1.5 (114 CV)
  - Motor D16Y3 1.6 (114 CV) y D16Y8 de 126 CV (MB1)

- 1998~01 (Reconstrucción)
  - Motor D14A7 1.4 (75 CV), D14A8 y D14Z4 de 90 CV SOHC sin VTEC (MB2/MB8)
  - Motor D15Z8 SOHC VTEC-E 1.5 (114 CV) (MB3/MB9)
  - Motor D15Z6 VTEC-E (EK3) 1.5 (114 CV)
  - Motor D16B2 SOHC sin VTEC 1.6 (116 CV), (MC1)
  - Motor D16W3 SOHC sin VTEC 1.6 (116 CV), D16W4 de 125 CV SOHC VTEC (MB4)
  - 1.8 de 169 CV Motor B18C4 DOHC VTEC (MB6/MC2) con diferencial autoblocante LSD
  - 2.0 TD (diésel) (84 CV) y Motor 20T2N/2R fabricado por Rover (105 CV)

De esta generación podemos destacar al motor D15Z3 de la unidad MA9 por sus avances en la reducción de emisiones contaminantes; Honda incorporó en esta versión del bloque D15 una distribución variable monoárbol gestionada por balancines y presión de aceite, conocida como VTEC-E que permite funcionar en ambos modos de dos y tres válvulas por cilindro (una de admisión y dos de escape) para favorecer la generación de una turbulencia que incrementa la eficiencia del motor a bajos regímenes, y por tanto generar un mayor par motor) y el modo cuatro válvulas por cilindro pero con un diseño menos agresivo y prestacional que las versiones VTEC normales y deportivas. Además del catalizador ya obligatorio por la norma EURO 1, incluyó un sistema de recirculación de gases de escape mediante una válvula EGR para reducir las emisiones de NOx, un gas altamente nocivo para la salud y contaminante. Esta válvula también permitió al carro circular con gasolinas de menor octanaje al poder disminuir la temperatura en la cámara de combustión, evitar el picado sin adelantar la chispa de encendido, mejorar la velocidad con la que el motor alcanza la temperatura de funcionamiento y reducir el consumo de gasolina. Para 1995 muy pocas de las versiones de gasolina atmosféricas optaron por este sistema.

## Séptima generación ES/EP/EM

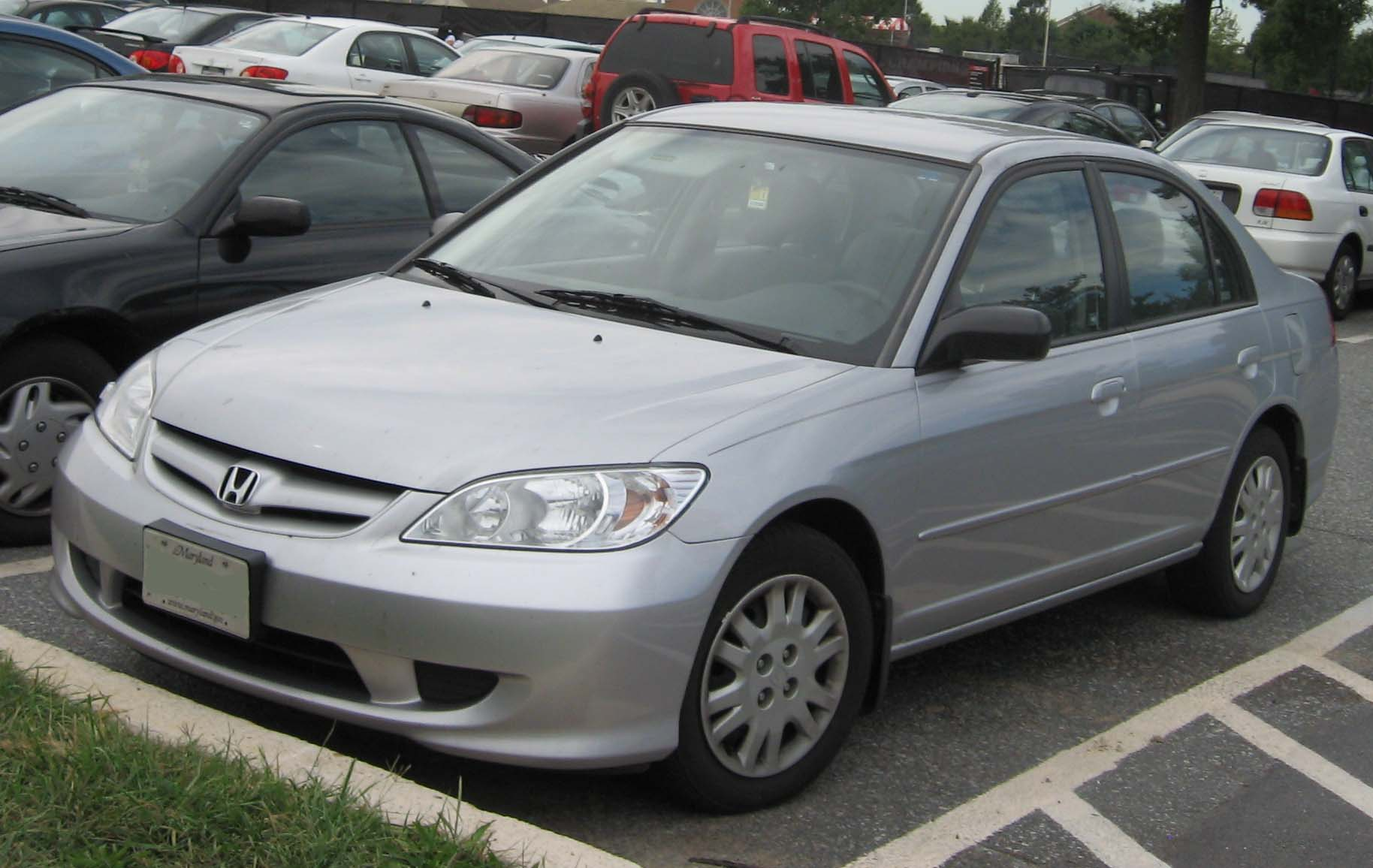
Honda Civic Sedán de séptima generación

La línea del Honda Civic se caracterizó por su suavidad de líneas, por su gran parabrisas y sus grandes faros delanteros. La versión cupé tuvo un motor de gasolina de 1.7 L de cilindrada con cuatro válvulas por cilindros, que desarrolla 125 CV. La versión de cinco puertas tuvo motores de gasolina de 1.4 L y 87 CV, 1.6 16 válvulas de 110 CV y la gama EX con un motor 1.7 L de 16 válvulas y 127 CV. Un motor turbo diésel 1.7 de 100 CV de potencia, fabricados por Isuzu. La versión de tres puertas (el Honda Civic EP), tuvo motores de gasolina de 1.6 16 válvulas 110 CV (EP2), turbodiésel de 1.7 L de 100 cv (EP4), motor K20A3 de 2.0 L (160 CV) y el tope de gama Type R, con un K20A2 de 2.0 L i-VTEC de 200 CV a 7400 RPM, (chasis EP3).
En Norteamérica se comercializaron los modelos sedán y cupé, excepto el modelo Si (SiR en Canadá) que se ofrecía únicamente en hatchback. El resto del mundo recibió hatchbacks de tres y cinco puertas. El Type-R se rediseñó usando un potente motor i-VTEC montado en la versión tres puertas hatchback. Esta generación también fue la primera en introducir un Civic híbrido, equipado con un motor 1.3.
Periodo: 2000-2015

### Interior
Dentro del Honda Civic la colocación de la palanca de cambios estuvo en el centro del salpicadero, lo que produjo la ausencia de túnel central, es decir, un suelo totalmente plano en el que no estaba la palanca de cambios. La consecuencia directa fue una gran sensación de espacio interior (confirmada por las mediciones) y mucha facilidad para acceder a los asientos traseros debido a no tener que superar el túnel del suelo, muy característico en modelos alemanes.

### Seguridad
El modelo obtuvo cuatro estrellas de cinco en la prueba de protección a ocupantes adultos de la Euro NCAP, y tres de cuatro en las pruebas de atropellos a peatones, dato (este último) que le posicionó como primer vehículo en obtener la señalada calificación. El Civic incorpora antibloqueo de frenos (ABS) con repartidor de frenadas y dos pares de bolsas de aire.

### Reestilización
Es en 2004 que se produjo una ligera reestilización que supuso pequeños cambios estéticos en las ópticas, los parachoques y la rejilla delantera, así como mejoras en la sincronización, la actualización de la gestión electrónica del motor y un volante motor más ligero en el Honda Civic Type R, además de mayor equipamiento. El objetivo de todas estas mejoras fue dar una mayor apariencia deportiva y ser más competitivo a la vista de las últimas novedades, tales como el Volkswagen Golf V.

## Octava generación FK/FN/FD/FA

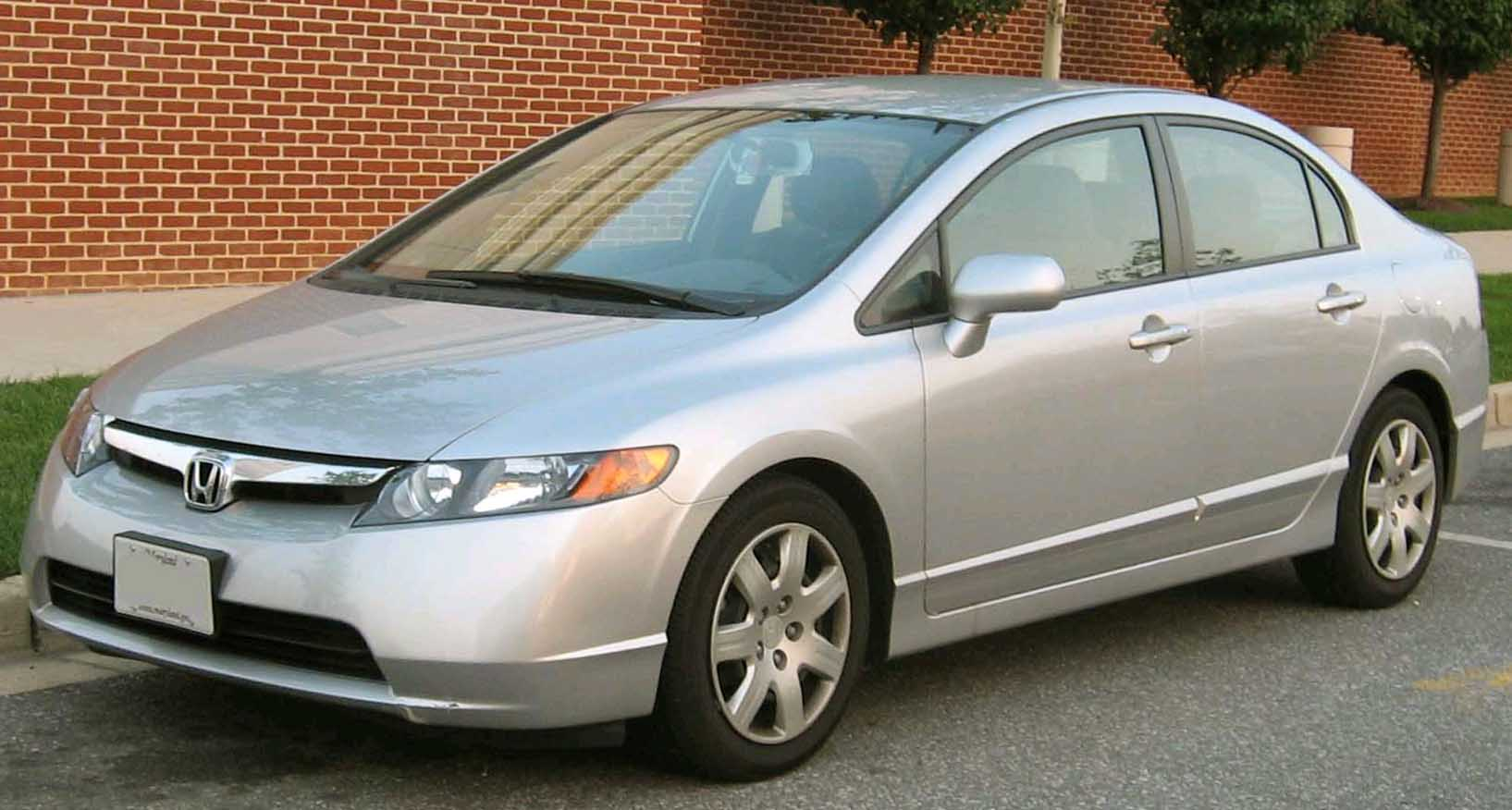
LX sedán de 2006-2007.

El estreno de la octava generación de Civic, en el año 2006, representó una radical renovación del coche en todos sus aspectos, tanto estructurales como mecánicos, siendo proyectado sobre un chasis completamente nuevo y con nuevos sistemas de motorización. Estas renovaciones implementadas en el modelo insignia de la casa Honda, fueron las razones por las cuales fue presentado con el nombre comercial de Honda New Civic.
A lo largo de su producción, presentó distintos tipos de motorizaciones, las cuales estaban disponibles en las siguientes series:
- Serie FK: FK1 1.4 i-VTEC gasolina, FK2 1.8 i-VTEC gasolina, y FK3 2.2 i-CTDi diésel
- Serie FN: FN1 1.8 i-VTEC gasolina, FN2 2.0 i-VTEC Type R gasolina, FN3 2.2 i-CTDi diésel y FN4 1.4 i-VTEC gasolina.
- Serie FD: FD1 1.4 i-VTEC gasolina, FD2 1.6 i-VTEC gasolina, FD3 1.8 i-VTEC gasolina, y FD4 2.0 i-VTEC gasolina.
- Civic GX: 1.8 GNC
- Civic Flex: 1.8 E20-E25 o etanol al 100%

Periodo: 2005-2016
Al mismo tiempo, se introdujeron cuatro estilos de carrocería a lo largo de su ciclo de producción: sedán, cupé y hatchback de tres y cinco puertas. La versión sedán se introdujo con dos estilos distintos para diferentes mercados, uno de ellos vendido como Acura CSX en Canadá y como Ciimo Si Ming en China, de 2012 a 2016. Las versiones hatchback formaron la gama Civic para el mercado europeo, que recibió una arquitectura diferente, con un diseño de carrocería y una huella más pequeña, siendo producidas únicamente en Swindon, Reino Unido. La versión de alto rendimiento Type R se introdujo en 2007 para los estilos de carrocería sedán y hatchback de tres puertas, siendo el primero vendido solamente en Japón y otros mercados asiáticos limitados.
La producción de este coche tuvo lugar entre los años 2005 y 2012, siendo producido en las factorías de Japón, Estados Unidos, Canadá, Turquía, Brasil, China, Taiwán, Tailandia, Malasia, Filipinas, Vietnam, India y Pakistán.

## Novena generación FB/FK

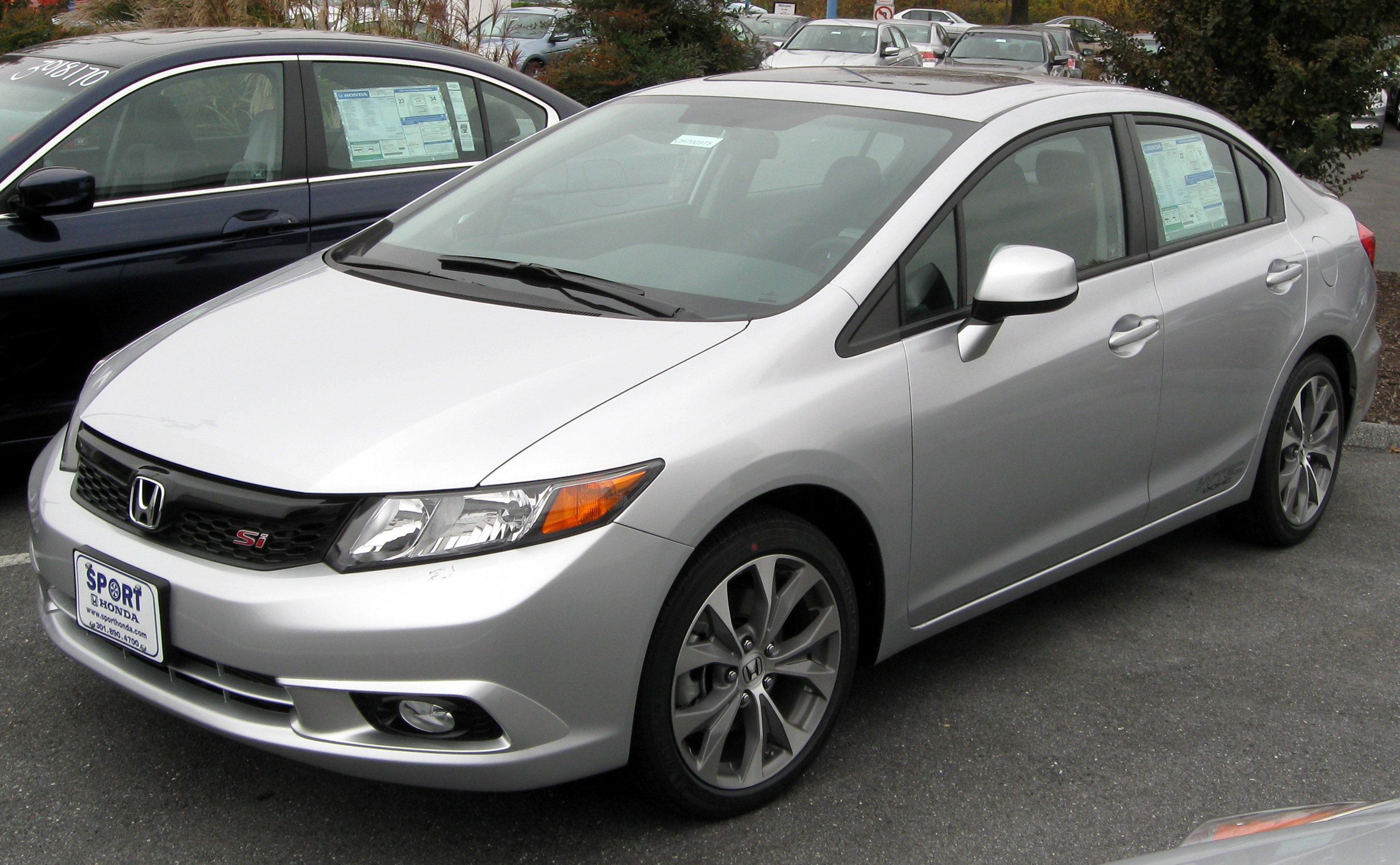
Si sedán de 2012

La novena generación del Honda Civic fue presentada en 2011. Este nuevo Civic tiene dos versiones de carrocerías: un hatchback de cinco puertas y un Sedán de cuatro. 
El motor disponible es un 1.8 SOHC de 140 caballos de fuerza.
En el comienzo de su comercialización estuvo disponible el motor 2.2 diésel de 150 CV (que provino de la generación anterior pero con 140 CV), pero dejó de estar disponible cuando comenzó la comercialización del motor diésel 1.6 iDTEC de 120 CV.

### Cambios en el exterior e interior
Este nuevo modelo tiene cambios importantes de aspecto que afectan la longitud de la carrocería (aumenta 45 milímetros, hasta 4,3 metros) y su altura porque es 20 milímetros más bajo que antes (un dato sin contar con la nueva antena de tipo «aleta de tiburón» ubicada en el techo). También cambia ligeramente el diseño interior, sobre todo la ubicación y aspecto de algunos mandos. Por ejemplo, ahora los mandos de la ventilación están colocados en la posición tradicional, en la consola (en lugar de detrás del volante) para que sean más accesibles al acompañante. Además se agregó una pantalla de 5 pulgadas i-Mid.

### Modelo Type-R: Primer Type R Turbo
Para ver más Honda Civic Type-R Turbo.

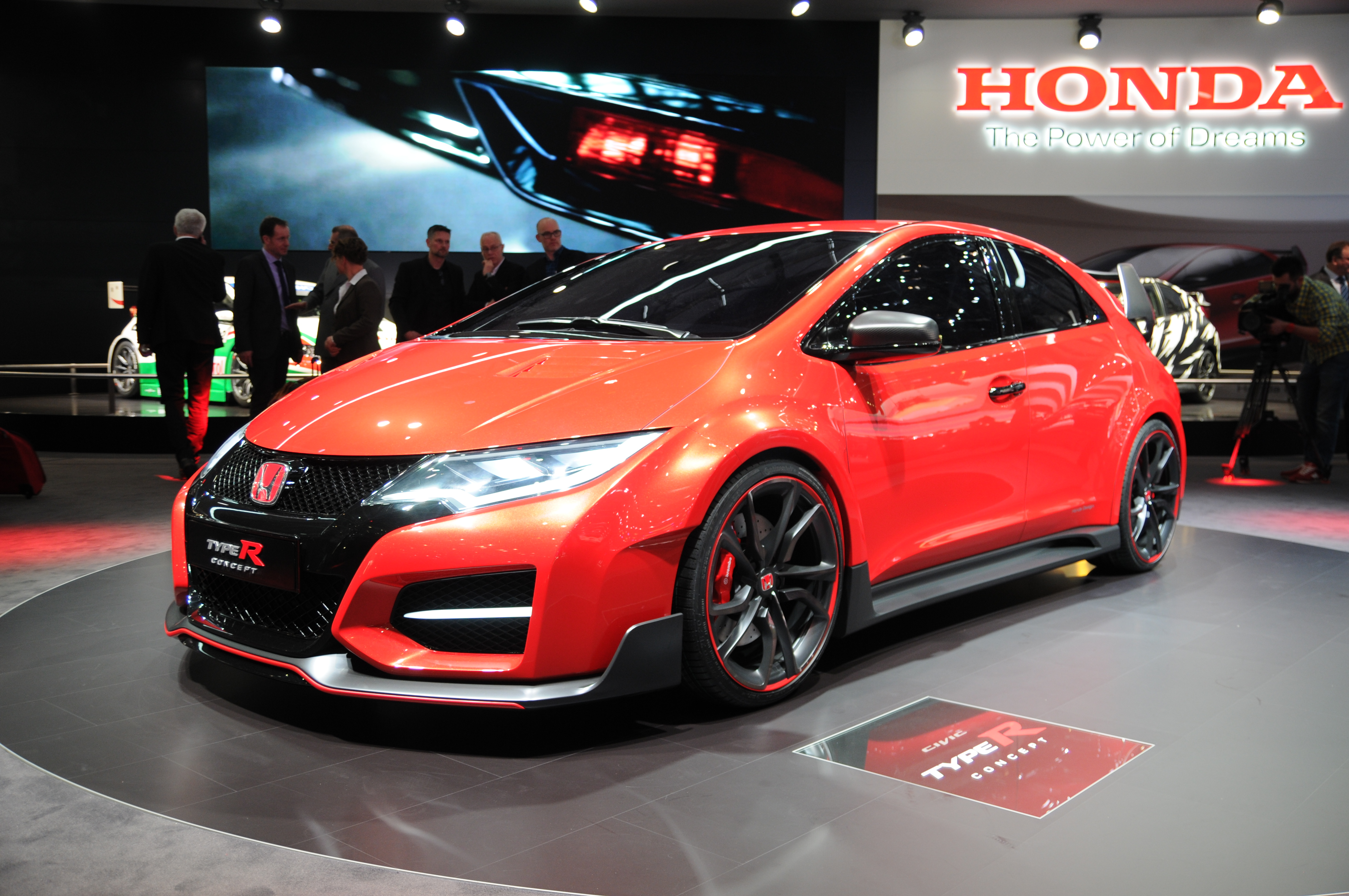
Primer Type-R Turbo en el Salón del Automóvil de Ginebra de 2014

El 19 de noviembre del 2013 se presentaron oficialmente las primeras imágenes y detalles del modelo que será lanzado en el verano europeo del 2015.
Se ha declarado que la potencia será de 310 CV a 6500 RPM. en un cuatro cilindros 2.0 VTEC turbo de inyección directa de gasolina y, por primera vez, un motor turbo en un Type R que ofrecerá 400 Nm de par desde 2500 a 4500 RPM, desarrollados por Honda bajo la serie Earth Dreams Technology.
El corte de inyección será mucho antes de lo que están acostumbrados a los clientes de Honda, y la zona roja terminará en las 7000 vueltas. Tendrá como única opción una transmisión manual de 6 velocidades, consiguiendo un 0-100 km/h en 5,7 s con una velocidad máxima de 270 km/h como cifras totalmente superiores a cualquier otro coche del Segmento C (compactos), teniendo la mayor carga aerodinámica del segmento de compactos deportivos (según Honda).
Honda en fase de desarrollo, superó la alta puntuación en Nürburgring de coches con tracción delantera, marcando 7:50.63 (cuatro segundos menos que el anterior) con el coche modificado para la ocasión con barras de seguridad y prescindiendo de varios elementos de confort que lo diferencian de la versión llevada a producción (el récord anterior, logrado por el Renault Megane RS 275 Trophy-R, fue acerca de una edición especial limitada pero que sí fue como el que hubo de venta al público en este caso).

## Décima generación

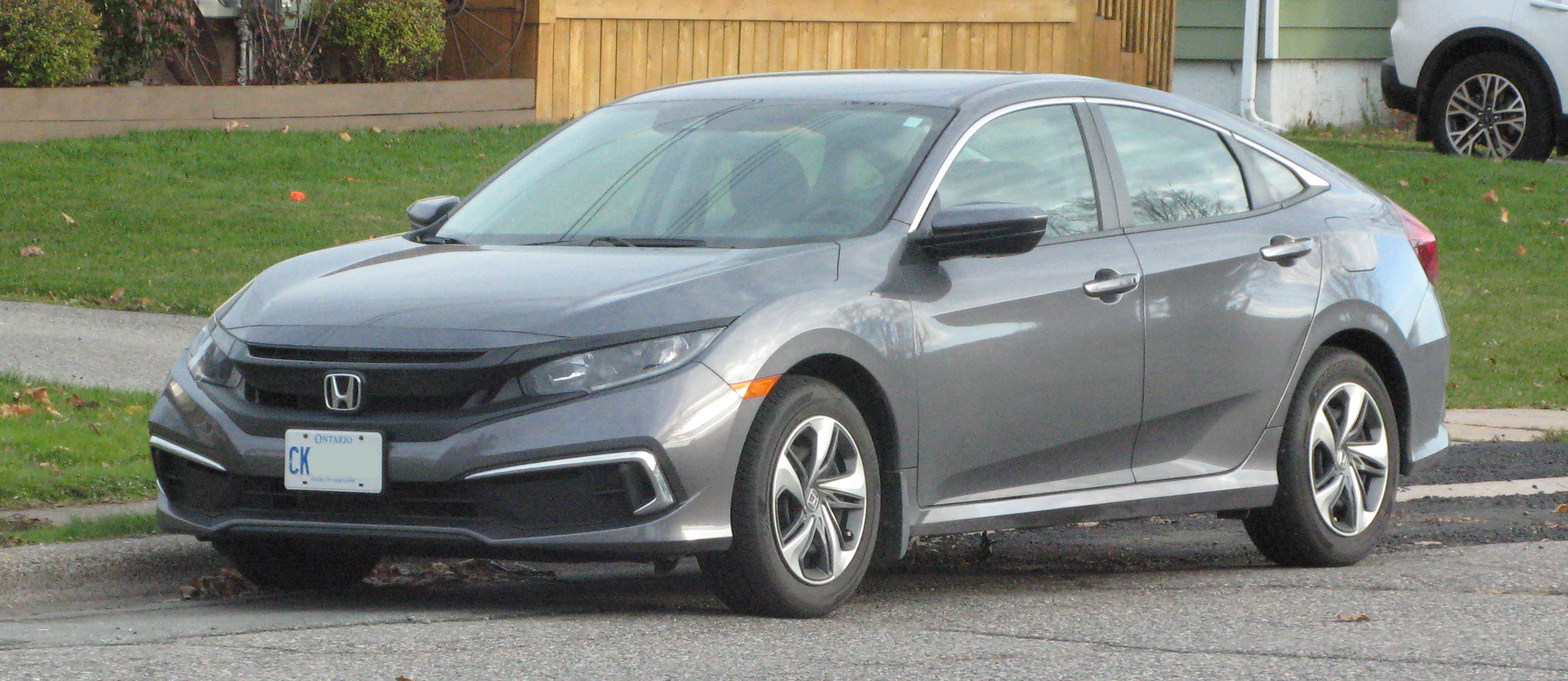
LX Sedán de 2019

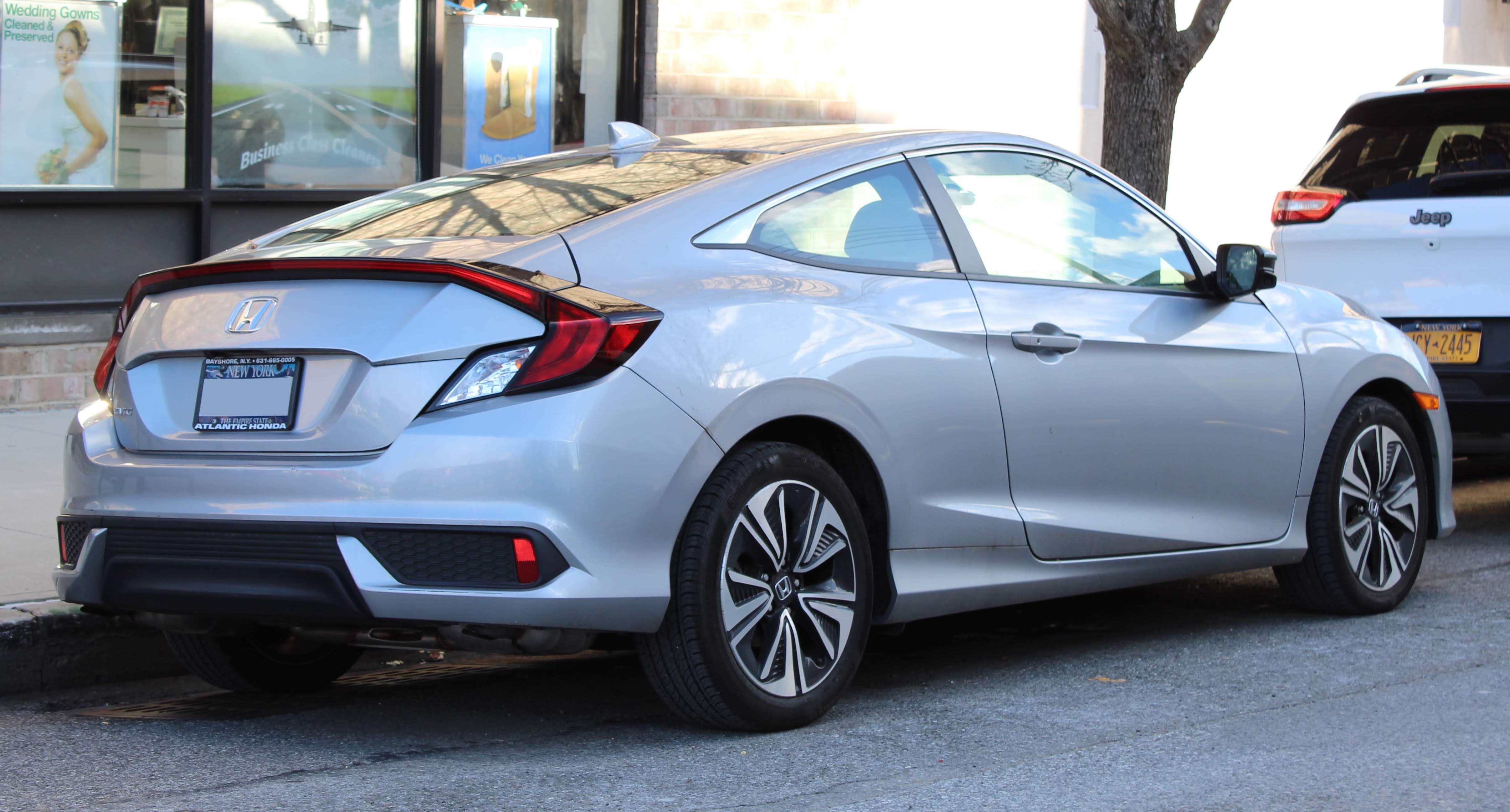
Vista trasera del EX-T coupé de 2017

La décima generación del Honda Civic representó un nuevo cambio revolucionario de generación, dado que sus diseños de chasis, carrocería, motor e interiores, tienen un trabajo desarrollado prácticamente desde cero. El modelo se ofrecerá globalmente en vez de separar diferentes diseños por continentes. Se introduce por primera vez la reducción de tamaño en la gama con motores turboalimentados, empezando por el de tres cilindros de 1 L y 129 CV, continuando con un cuatro cilindros de 1.5 L que produce 182cv y terminando por un cuatro cilindros de 2 L de 320 CV, este último solo disponible en la versión Honda Civic Type R. Asimismo, podemos encontrar en Estados Unidos un motor de aspiración natural de cuatro cilindros de 2.0 L que desarrolla 158 CV y el variante de turbo que desarrolla 205 CV bajo el modelo SI. El chasis ha sido trabajado con la rigidez y seguridad en mente, la suspensión, ahora siendo multienlace en el eje trasero, ofrece un mayor confort pero con un carácter deportivo que permite al nuevo Civic ser muy estable en curvas. La carrocería ofrece un estilo agresivo y deportivo pero totalmente diferente a la anterior generación, pierde la forma de "huevo" o "astronave" para convertirse en una berlina compacta; el Honda Civic ya es más bajo, más ancho y más largo ofreciendo una conducción más deportiva y un aspecto muy estilizado sin renunciar a la comodidad.
Como Honda presentó un nuevo concepto del Honda Civic en esta generación, que no guarda relación alguna con sus antecesores, dado al desarrollo desde el inicio que se le ha practicado a sus principales componentes, y en una acción similar a la realizada con la octava generación, esta décima versión del legendario modelo de la marca japonesa ha recibido el nombre comercial de Honda All New Civic, siendo la segunda vez que Honda remarca en una de las generaciones de su modelo insignia, la renovación del mismo.

### Honda Civic Type R: Incremento en prestaciones

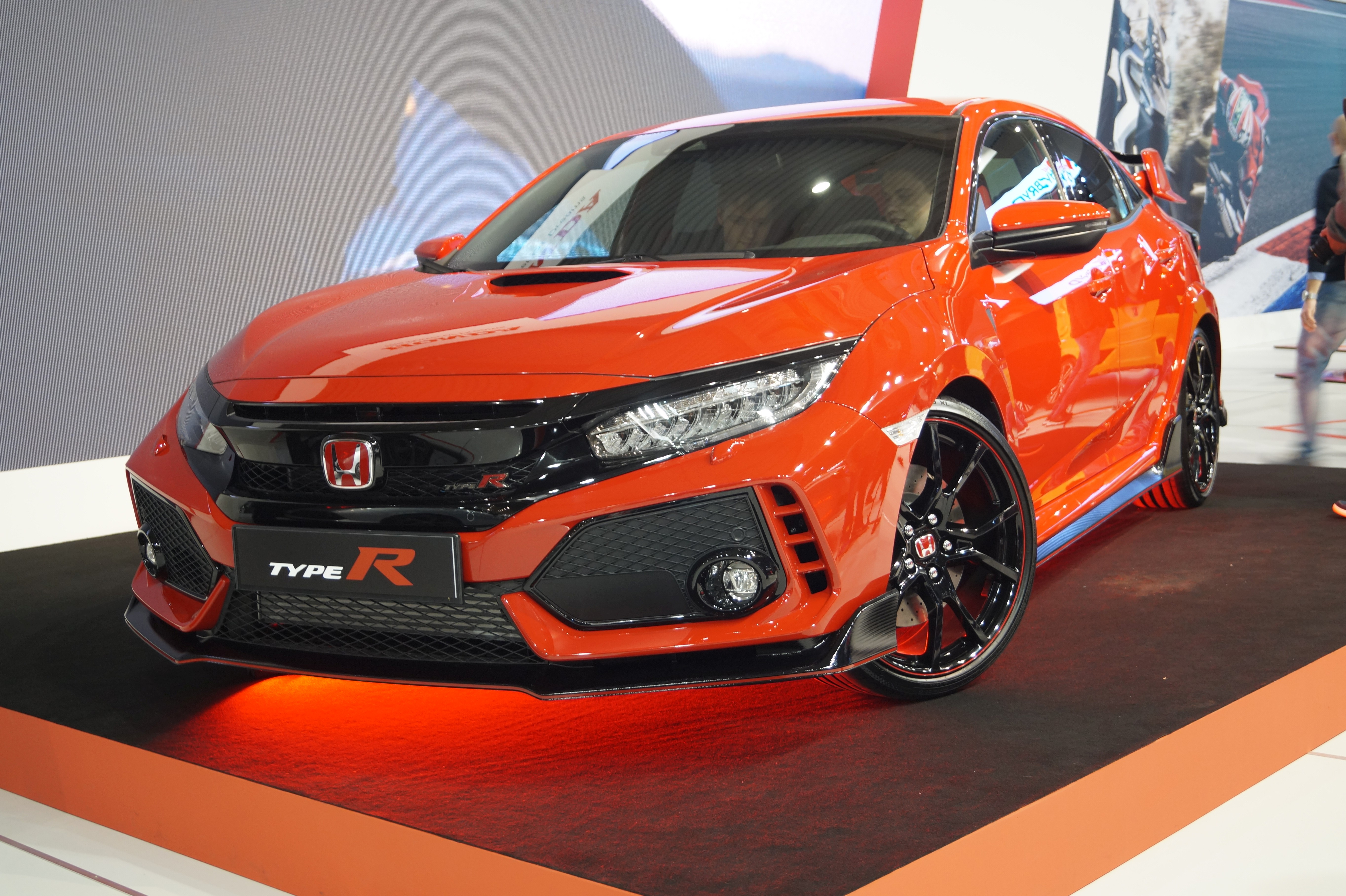
Type-R MSP de 2017

Tras el éxito cosechado por el Civic Type R 2015, llega el Honda Civic Type R (2017) con un chasis totalmente renovado y reutilizando el VTEC turbo de 2 L de la generación anterior pero con ciertas mejoras que lo llevan hasta los 320 CV. Como es habitual, el deportivo de tracción delantera solo tendrá como única opción una transmisión manual de seis velocidades. Esta versión es más rápida, más efectiva, más potente pero también más cómoda, la suspensión multienlace trasera y tres modos de conducción (comodidad, Sport y R Plus) ayudan al nuevo Honda Civic Type R a ser un coche muy versátil pudiendo usarlo como coche del día a día o llevarlo al circuito sin sacrificar la comodidad o el rendimiento. Este modelo solo puede llevar cuatro personas porque el asiento trasero central ha sido corregido.
Honda superó el tiempo en Nürburgring de coches con tracción delantera, esta vez consiguiendo un tiempo de 7:43.08 (siete segundos menos que el anterior conseguido por el Volkswagen Golf GTI Clubsport S) añadiendo una jaula de 6 puntos que aumentaba la rigidez, así como una reducción de peso quitando elementos multimedia, así que resultó ser un récord no válido al no venderse así el vehículo.

## Undécima generación
El Civic de undécima generación se reveló como prototipo el 17 de noviembre de 2020. Su primera imagen oficial fue revelada el 14 de abril de 2021. Fue completamente revelado el 28 de abril de 2021y lanzado el 16 de junio de 2021 como modelo 2022 en América del Norte. La variación liftback (comercializada como "Civic Hatchback") se dio a conocer el 23 de junio de 2021 para América del Norte y Japón. No se ofrece una versión cupé debido a la disminución de sus ventas.

### Estados Unidos
En los Estados Unidos, el Civic viene en 4 niveles de equipamiento; LX, Sport, EX y Touring (Sport Touring en el Civic Hatchback). Los modelos LX y Sport vienen con un I4 de 2.0 litros, mientras que los modelos EX y Touring vienen con un I4 turboalimentado de 1.5 litros. En Canadá, el Civic viene con los mismos 4 niveles de equipamiento, pero dispuestos como LX, EX, Sport y Touring en la línea de especificaciones. Solo el modelo Touring recibió el I4 turboalimentado de 1.5 litros más potente. Todos los modelos sedán y liftback vienen de serie con una CVT, sin embargo, el liftback puede equiparse con una transmisión manual de 6 velocidades en los modelos Sport y Sport Touring. 

### Tailandia
El Civic de undécima generación se lanzó en Tailandia el 6 de agosto de 2021 en los niveles de acabado EL, EL + y RS. En la misma fecha, el sedán Civic de undécima generación fue lanzado en el mercado mexicano. Impulsado por un motor de 2.0 litros o un motor turboalimentado de 1.5 litros, se ofrece en las líneas de acabado i-Style, Sport y Touring. 

### Singapur
El sedán Civic de undécima generación se lanzó en Singapur el 12 de agosto de 2021, utilizando el motor turboalimentado de 1.5 litros con potencia desafinada a 129 PS (127 hp; 95 kW) a 5,500 a 6,000 rpm y 180 N⋅m (18.4 kg⋅m; 133 lb⋅ft) de torque de 1,700 a 4,500 rpm para cumplir con la banda del Sistema de Cuota de Vehículos (VQS). 

### Japón y Australia
El Civic sedán de undécima generación no se venderá en Japón y Australia debido al empeoramiento de las ventas de su predecesor, dejando al Accord como el único sedán que Honda vende en esos mercados.

### China
El Civic sedán de undécima generación se lanzó en China en septiembre de 2021. En el mismo mes, una versión rediseñada producida por Guangqi Honda fue lanzada como Honda Integra.
La versión Si se dio a conocer en octubre de 2021 para el año modelo 2022. Tiene un motor de gasolina turboalimentado de cuatro cilindros 1.5 L 200 hp (150 kW).

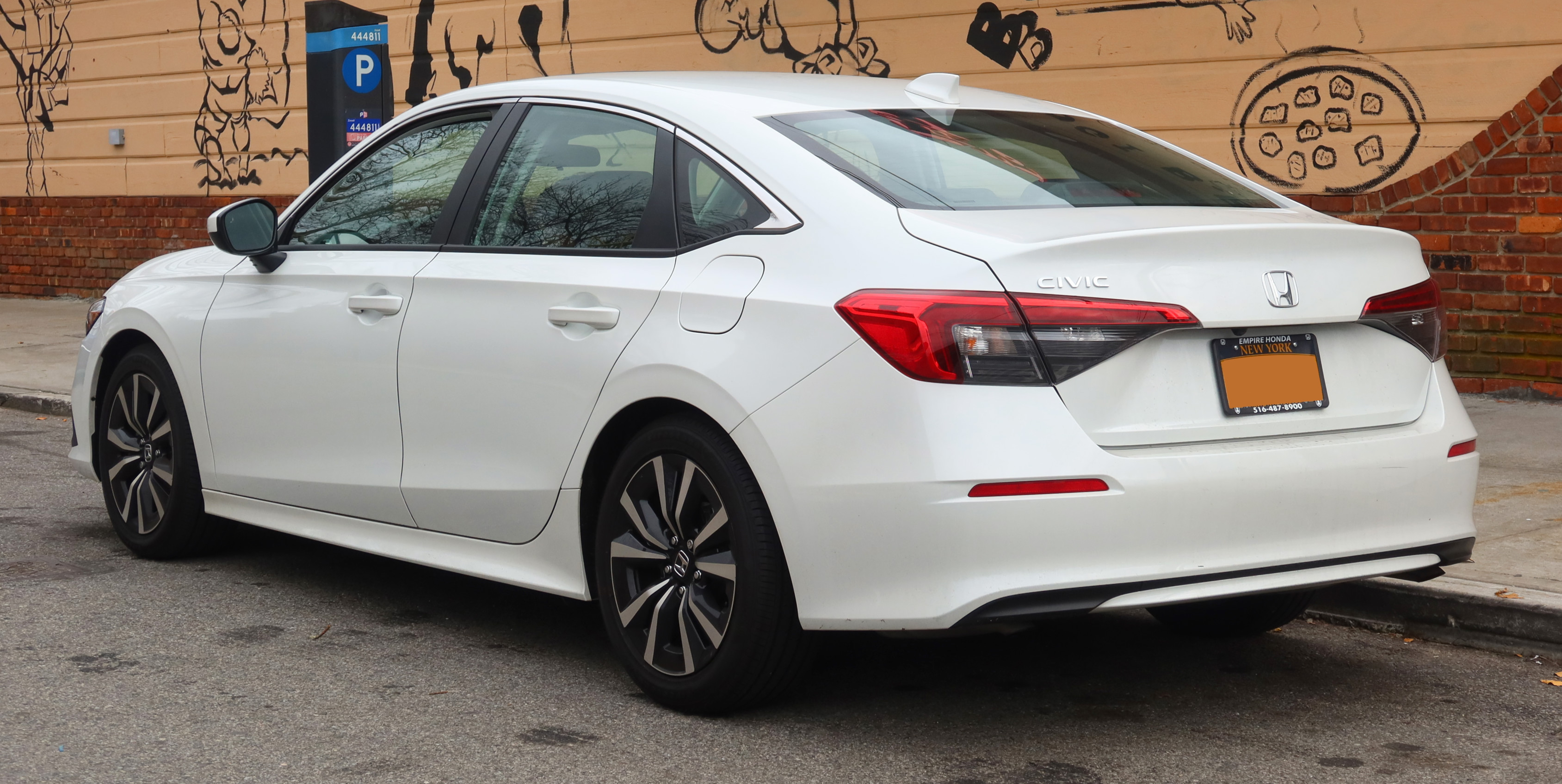
EX sedán
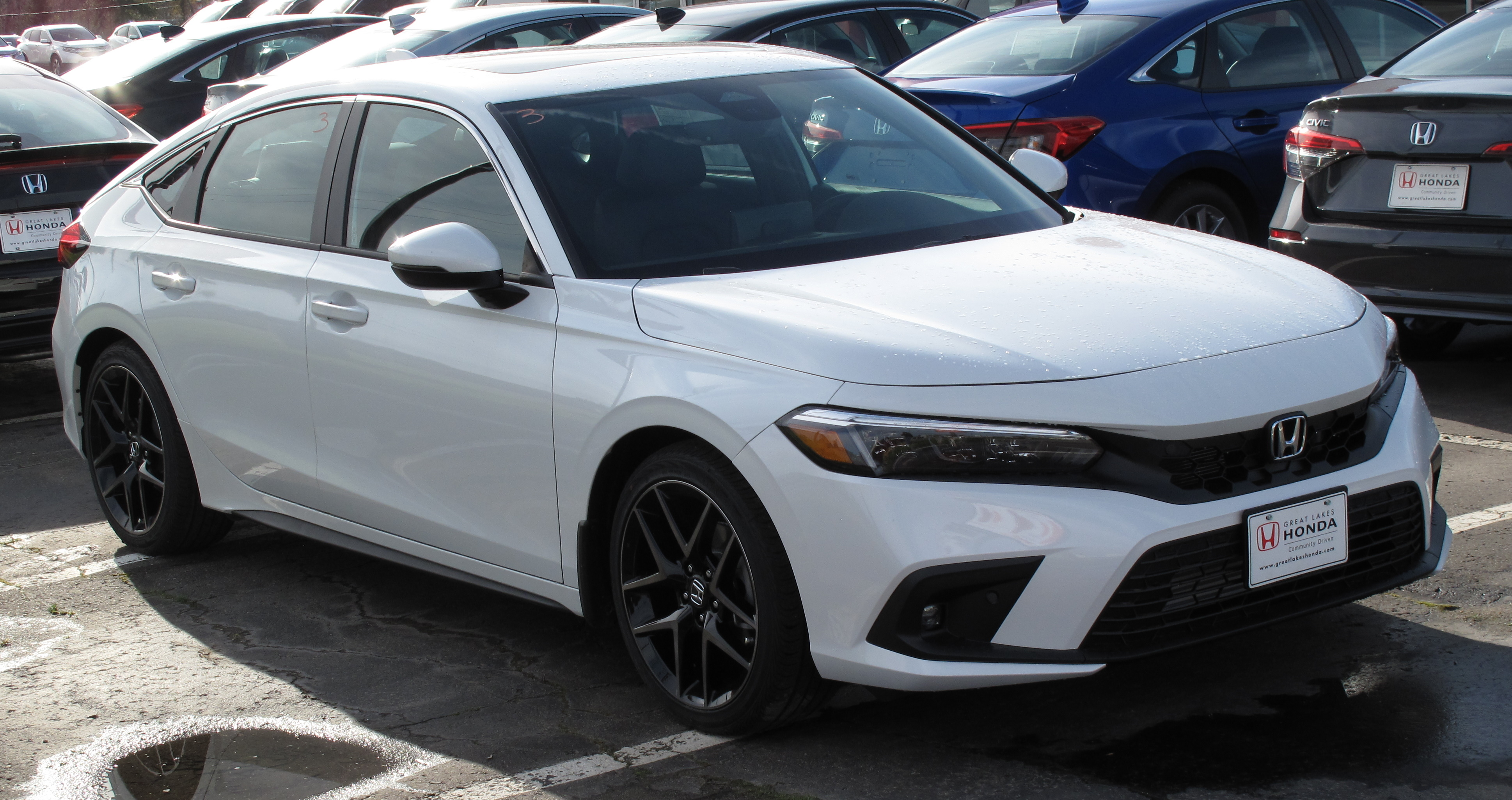
Liftback
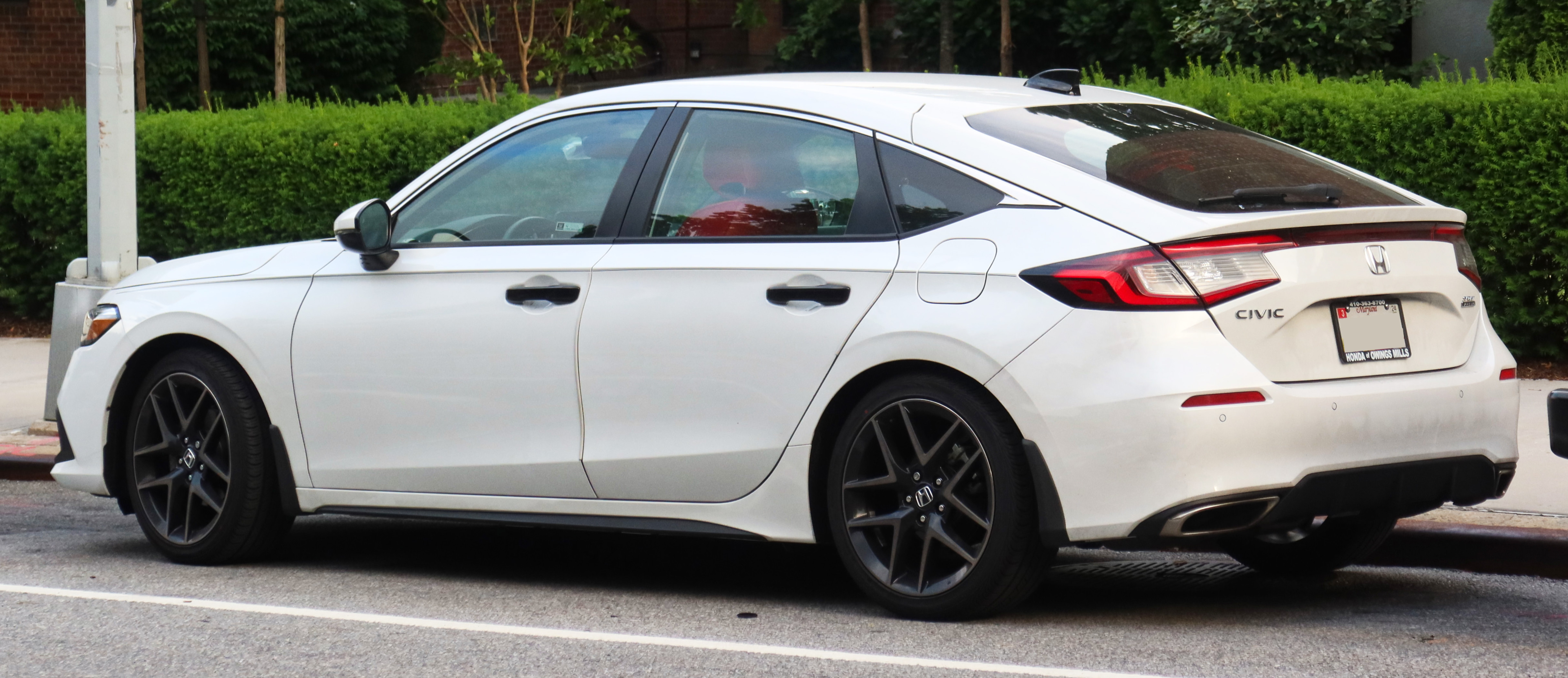
Vista trasera del liftback
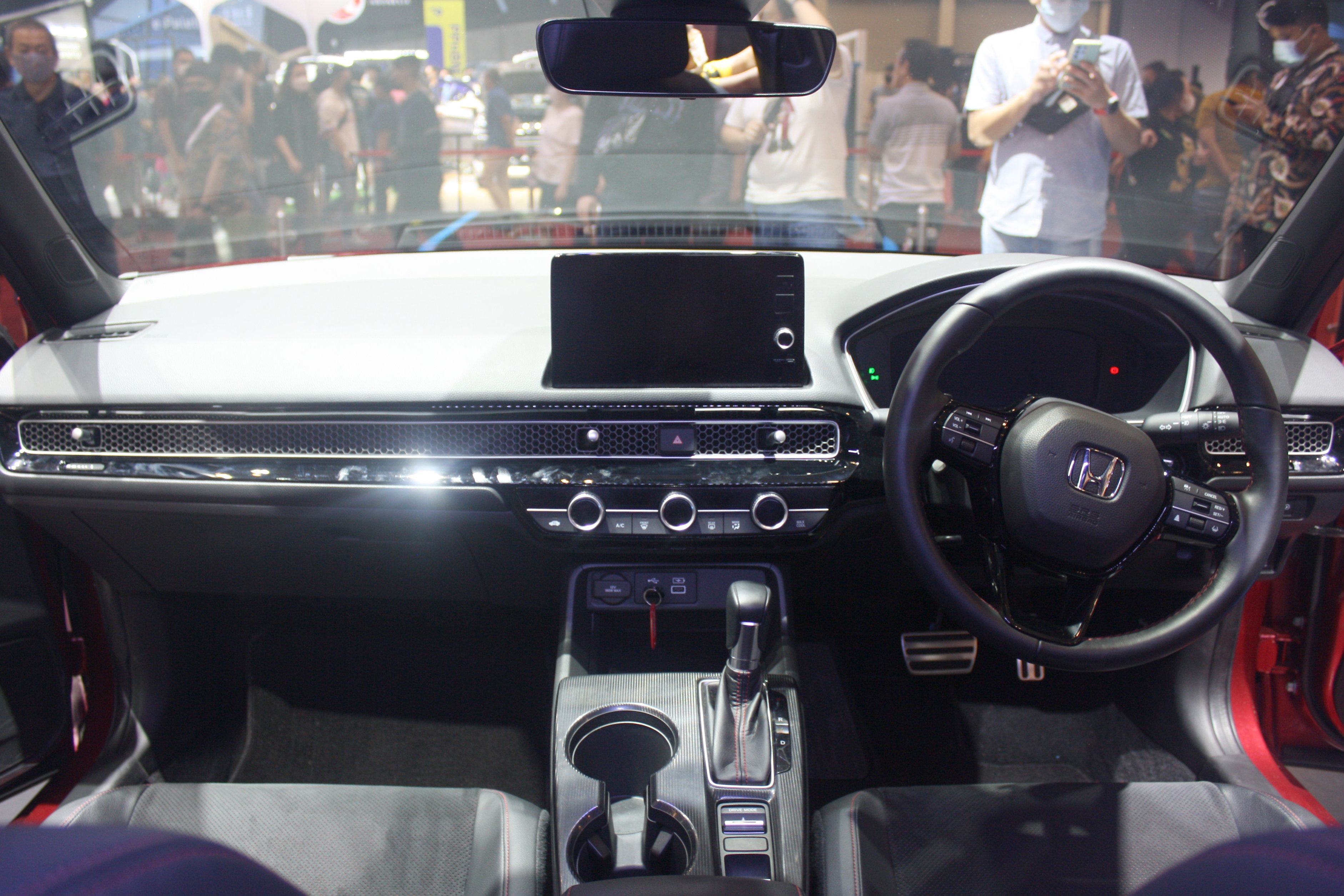
Vista interior
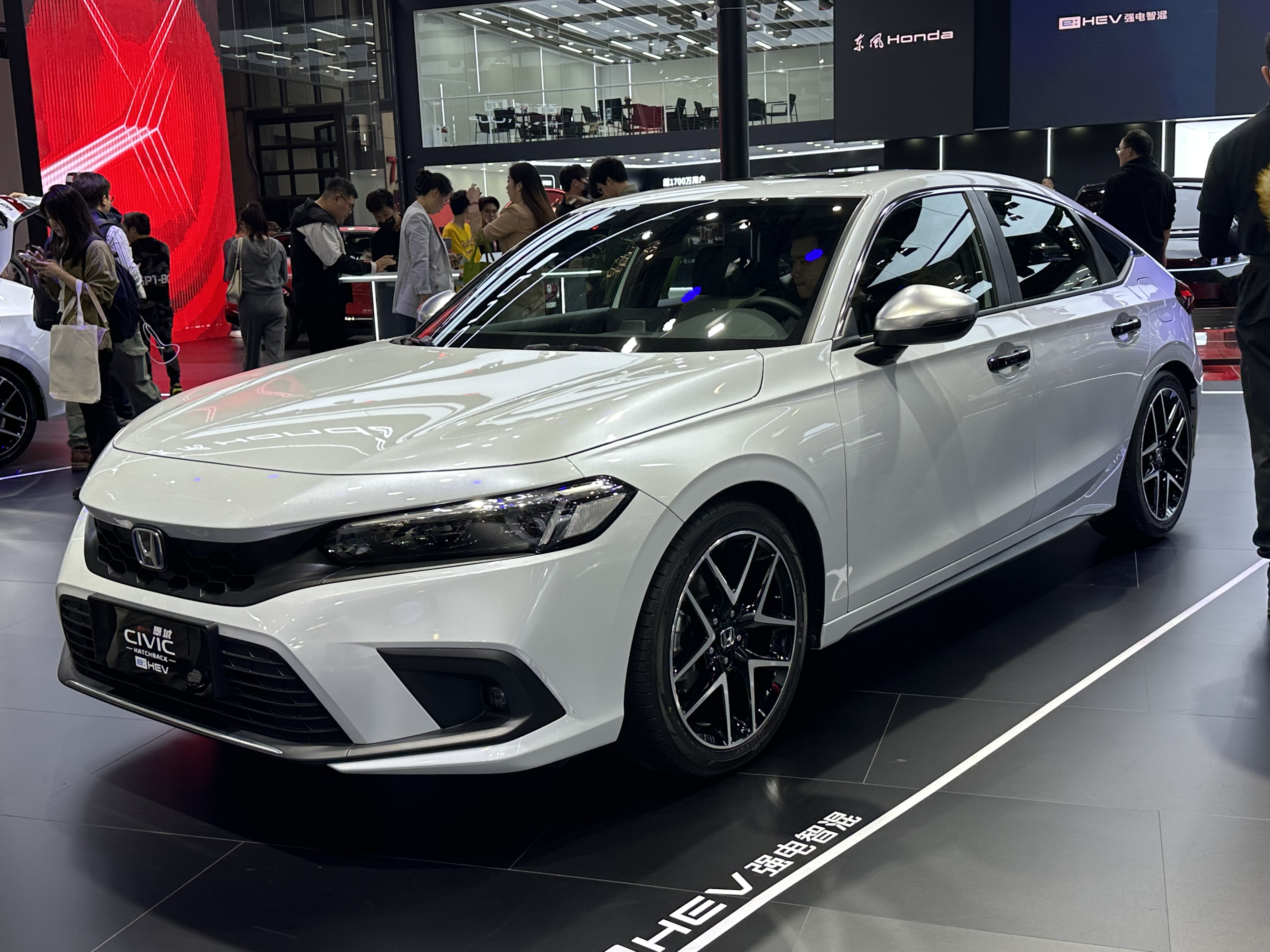
Hatchback de la XI. generación
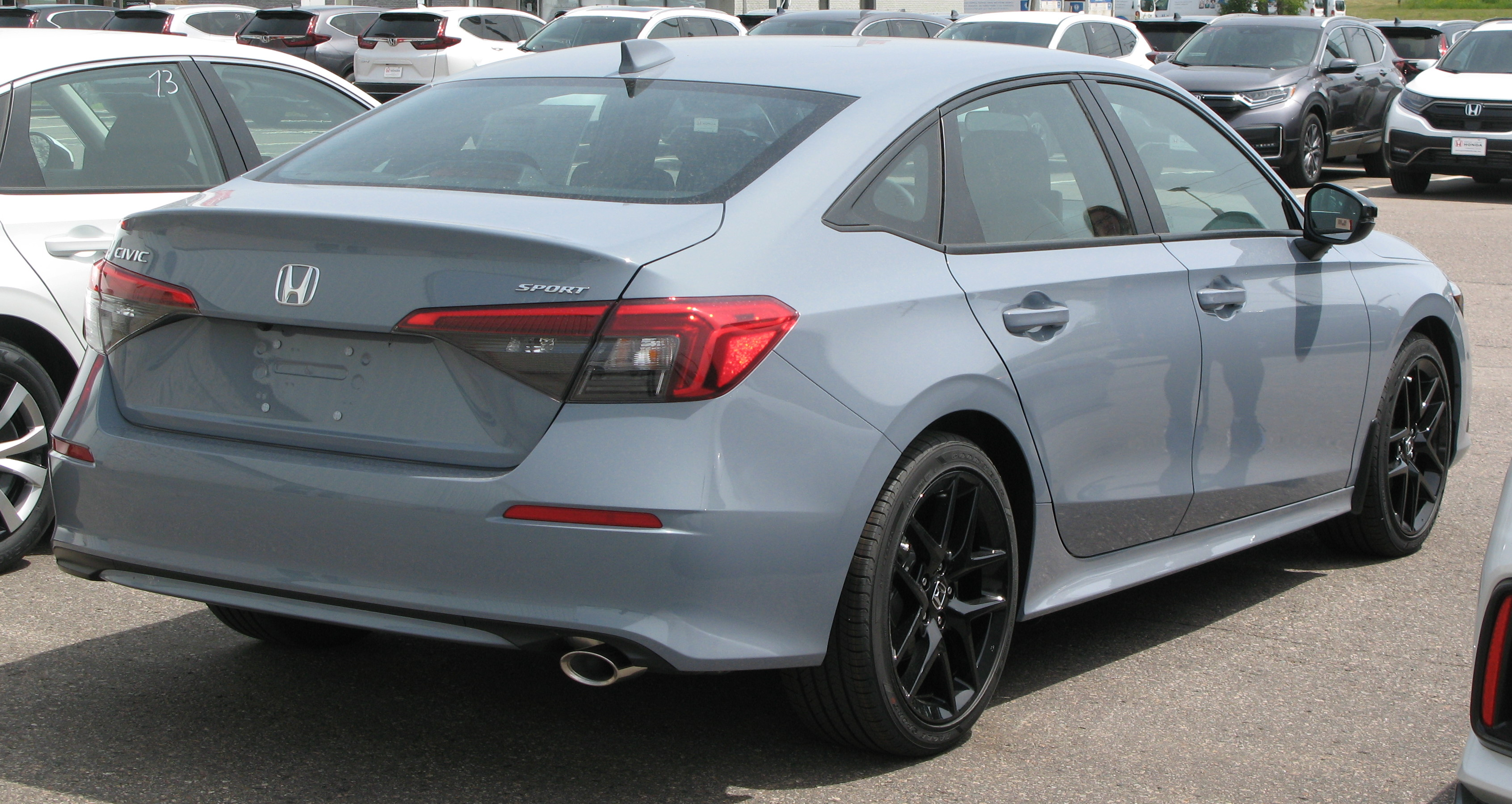
Vista trasera del Sport de 2022